# Australian Open-mesterskabet i herresingle
Australian Open-mesterskabet i herresingle er en tennisturnering for mænd, der afholdes én gang årligt som en del af Australian Open. Turneringen er siden 1988 blevet afviklet i Melbourne Park i Melbourne, Australien, hvor kampene spilles på hardcourt-baner af typen GreenSet. Australian Open spilles over to uger fra midten af januar og er den første af de fire grand slam-turneringer i kalenderåret. 
Mesterskabet blev spillet første gang i 1905 under navnet Australasian Championships (Australasiatiske mesterskaber). I 1927 ændredes navnet til Australian Championships (Australske mesterskeber). Ved begyndelsen af den åbne æra, hvor professionelle spillere også fik lov at deltage, ændredes navnet til Australian Open. Mesterskabet blev ikke spillet i perioden 1916-18 på grund af første verdenskrig og i 1940-45 på grund af anden verdenskrig.
Turneringens termin er blevet ændret flere gange. I 1977 blev den flyttet fra januar til december, hvilket medførte to turneringer i 1977: en i januar og en i december. Og udgaven, der var planlagt afholdt i december 1986, blev flyttet til januar 1987, og derfor blev der ikke spillet Australian Open i kalenderåret 1986.
I tiden under navnet "Australasiatiske mesterskaber" (1905-26) er James Anderson rekordholder med flest titler i alt, 3 (1922, 1924-25), og flest titler i træk, 2 (1924-25). I perioden med navnet "Australske mesterskaber" (1927-68) er Roy Emerson indehaver af rekorden for flest titler med 6 titler (1961, 1963-67) og flest titeler i træk: 5 (1963-67). Indlemmelsen af professionelle spillere i 1969 markerede turneringens indtræden i tennissportens åbne æra, hvor Novak Djokovic (2008, 2011-13, 2015-16, 2019-21, 2023) har rekorden for flest vundne titler: 10. Djokovic har også rekorden for flest titler i træk i den åbne æra: 3 (2011-13 og 2019-21). I den åbne æra er mesterskabet blevet vundet uden sættab to gange: af Ken Rosewall i 1971 og Roger Federer i 2007.

## Historie
Herresingleturneringen ved Australian Open er blevet spillet i flere forskellige byer: Christchurch og Hastings i New Zealand, samt Perth, Brisbane, Adelaide, Sydney og Melbourne i Australien. Begivenheden blev afholdt i en ny by hvert år, indtil Melbourne blev valgt som fast værtsby fra og med 1972, hvorefter turneringen hvert år blev spillet i Kooyong Lawn Tennis Club, indtil den flyttede til Melbourne Park i 1988.
Indtil 1988 var turneringen udelukkende blevet spillet på græsbaner, men i forbindelse med flytningen fra Kooyong til Melbourne Park blev turneringens underlag skiftet til hardcourt-typen Rebound Ace. I 2008 skiftede man imidlertid til en ny hardcourt-type: Plexicushion. Mats Wilander var den eneste spiller, der vandt turneringen på både græs (2 gange) og Rebound Ace (1 gang). Roger Federer er den eneste, der har vundet på både Rebound Ace og Plexicushion.
Turneringsreglerne for herresinglemesterskabet er flere gange blevet ændret. Turneringen er altid blevet spillet som en cupturnering, og alle kampe er blevet spillet bedst af fem sæt, bortset fra i 1970, 1973 og 1974, hvor første runde var bedst af tre sæt, samt i 1982, hvor tredje og fjerde runde blev spillet bedst af tre sæt. Fra første mesterskab i 1905 blev alle sæt afgjort med mindst to partiers forskel, men siden 1971 er der blevet spillet med tiebreak-afgørelse i de fire første sæt, bortset fra i 1980-82, hvor der blev spillet med tiebreak i alle fem sæt. I 2019 indførte arrangørerne et nyt format for afgørelsen på femte sæt ved stillingen 6-6, idet man indførte en tiebreak til 10 point som afgørelse på sættet og dermed kampen.

## Præmier

### Trofæ
Vinderen af mesterskabet får efter finalen overrakt mesterskabets trofæ, Norman Brookes Challenge Cup, ved en sejrsceremoni på banen. Pokalen er en forsølvet model af Warwick-vasen med en sort sokkel, og den er opkaldt efter Norman Brookes, der vandt herresingleturneringen i 1911 og senere var formand for Lawn Tennis Association of Australia i 29 år fra 1926 til 1955. Pokalen blev indført i 1934, hvor den blev overrakt til Fred Perry efter hans sejr i singlemesterskabet.
Inskriptionen på den ene side af pokalens kvadratiske sokkel lyder:
| Original ordlyd | Dansk oversættelse |
| --- | --- |
| Norman Brookes Challenge Cup Singles Championship of Australia. Presented by the State Lawn Tennis Associations and the friends of Mr Norman E.Brookes as a token of admiration for his eminent services to Australian Tennis as an International Player and for his continued interest in and constant devotion to the development of tennis as a game. | Norman Brookes Udfordringspokal Australsk Singlemesterskab. Skænket af Staternes Lawn Tennis Forbund og vennerne af Hr. Norman E. Brookes som et symbol på beundringen af hans enestående bidrag til Australsk Tennis som International Spiller og for hans fortsatte interesse for og vedvarende helligelse til udviklingen af tennisspillet. |

På de tre andre sider er navnene på mestrene siden 1934 indgraveret.
Pokalen er en vandrepokal, og mesteren får ikke den originale pokal med hjem. Til og med 2010 modtog vinderen en kopi af trofæet i reduceret størrelse til ejendom, men siden 2011 har vinderen modtaget en kopi af trofæet i fuld størrelse til evig arv og eje.

### Pengepræmier
Siden 1968 har der endvidere være pengepræmier til deltagerne, og i perioderne 1984-85 og 1991-95 samt siden 2001 har kvindernes og mændenes præmier været lige store. De seneste år har præmiebeløbene være kraftigt stigende, og i 2018 modtog vinderen en pengepræmie på A$ 4.000.000.
| År        | Førstepræmie |
| --------- | ------------ |
| 1969      | A$ 4.500     |
| 1970      | A$ 3.400     |
| 1971      | A$ 9.000     |
| 1972      | A$ 2.000     |
| 1973      | A$ 6.750     |
| 1974      | A$ 6.500     |
| 1975      | A$ 9.234     |
| 1976      | A$ 8.156     |
| 1977 jan. | A$ 28.000    |
| 1977 dec. | A$ 28.000    |
| 1978      | A$ 41.000    |
| 1979      | A$ 50.015    |
| 1980      | A$ 50.015    |
| 1981      | A$ 64.000    |
| 1982      | A$ 72.000    |
| 1983      | A$ 77.500    |
| 1984      | A$ 100.000   |
| 1985      | A$ 100.000   |
| 1987      | A$ 103.875   |
| 1988      | A$ 105.000   |
| 1989      | A$ 140.000   |
| 1990      | A$ 266.667   |
| 1991      | A$ 320.000   |
| 1992      | A$ 360.000   |
| 1993      | A$ 410.000   |
| 1994      | A$ 460.000   |
| 1995      | A$ 480.000   |
| 1996      | A$ 562.000   |
| 1997      | A$ 585.000   |
| 1998      | A$ 615.000   |
| 1999      | A$ 722.000   |
| 2000      | A$ 755.000   |
| 2001      | A$ 830.500   |
| 2002      | A$ 1.000.000 |
| 2003      | A$ 1.127.850 |
| 2004      | A$ 1.200.000 |
| 2005      | A$ 1.206.620 |
| 2006      | A$ 1.220.000 |
| 2007      | A$ 1.281.000 |
| 2008      | A$ 1.370.000 |
| 2009      | A$ 2.000.000 |
| 2010      | A$ 2.100.000 |
| 2011      | A$ 2.200.000 |
| 2012      | A$ 2.300.000 |
| 2013      | A$ 2.430.000 |
| 2014      | A$ 2.650.000 |
| 2015      | A$ 3.100.000 |
| 2016      | A$ 3.400.000 |
| 2017      | A$ 3.700.000 |
| 2018      | A$ 4.000.000 |
| 2019      | A$ 4.100.000 |
| 2020      | A$ 4.120.000 |
| 2021      | A$ 2.750.000 |
| 2022      | A$ 2.875.000 |
| 2023      | A$ 2.975.000 |
| 2024      | A$ 3.150.000 |
| 2025      | A$ 3.500.000 |
| Kilde:    |              |

## Vindere og finalister
| Australasistiske mesterskaber |                                                          |                                                          |                                                          |
| År                            | Mester                                                   | Finalist                                                 | Resultat                                                 |
| 1905                          | Rodney Heath (1)                                         | Arthur Curtis                                            | 4–6, 6–3, 6–4, 6–4                                       |
| 1906                          | Tony Wilding (1)                                         | Francis Fisher                                           | 6–0, 6–4, 6–4                                            |
| 1907                          | Horace Rice (1)                                          | Harry Parker                                             | 6–3, 6–4, 6–4                                            |
| 1908                          | Fred Alexander (1)                                       | Alfred Dunlop                                            | 3–6, 3–6, 6–0, 6–2, 6–3                                  |
| 1909                          | Tony Wilding (2)                                         | Ernie Parker                                             | 6–1, 7–5, 6–2                                            |
| 1910                          | Rodney Heath (2)                                         | Horace Rice                                              | 6–4, 6–3, 6–2                                            |
| 1911                          | Norman Brookes (1)                                       | Horace Rice                                              | 6–1, 6–2, 6–3                                            |
| 1912                          | James Cecil Parke (1)                                    | Alfred Beamish                                           | 3–6, 6–3, 1–6, 6–1, 7–5                                  |
| 1913                          | Ernie Parker (1)                                         | Harry Parker                                             | 2–6, 6–1, 6–3, 6–2                                       |
| 1914                          | Arthur O'Hara Wood (1)                                   | Gerald Patterson                                         | 6–4, 6–3, 5–7, 6–1                                       |
| 1915                          | Gordon Lowe (1)                                          | Horace Rice                                              | 4–6, 6–1, 6–1, 6–4                                       |
| 1916-18                       | Ingen turneringer pga. første verdenskrig                | Ingen turneringer pga. første verdenskrig                | Ingen turneringer pga. første verdenskrig                |
| 1919                          | Algernon Kingscote (1)                                   | Eric Pockley                                             | 6–4, 6–0, 6–3                                            |
| 1920                          | Pat O'Hara Wood (1)                                      | Ronald Thomas                                            | 6–3, 4–6, 6–8, 6–1, 6–3                                  |
| 1921                          | Rhys Gemmell (1)                                         | Alf Hedeman                                              | 7–5, 6–1, 6–4                                            |
| 1922                          | James Anderson (1)                                       | Gerald Patterson                                         | 6–0, 3–6, 3–6, 6–3, 6–2                                  |
| 1923                          | Pat O'Hara Wood (2)                                      | Bert St. John                                            | 6–1, 6–1, 6–3                                            |
| 1924                          | James Anderson (2)                                       | Richard Schlesinger                                      | 6–3, 6–4, 3–6, 5–7, 6–3                                  |
| 1925                          | James Anderson (3)                                       | Gerald Patterson                                         | 11–9, 2–6, 6–2, 6–3                                      |
| 1926                          | John Hawkes (1)                                          | James Willard                                            | 6–1, 6–3, 6–1                                            |
| Australske mesterskaber       |                                                          |                                                          |                                                          |
| År                            | Mester                                                   | Finalist                                                 | Resultat                                                 |
| 1927                          | Gerald Patterson (1)                                     | John Hawkes                                              | 3–6, 6–4, 3–6, 18–16, 6–3                                |
| 1928                          | Jean Borotra (1)                                         | Jack Cummings                                            | 6–4, 6–1, 4–6, 5–7, 6–3                                  |
| 1929                          | Colin Gregory (1)                                        | Richard Schlesinger                                      | 6–2, 6–2, 5–7, 7–5                                       |
| 1930                          | Edgar Moon (1)                                           | Harry Hopman                                             | 6–3, 6–1, 6–3                                            |
| 1931                          | Jack Crawford (1)                                        | Harry Hopman                                             | 6–4, 6–2, 2–6, 6–1                                       |
| 1932                          | Jack Crawford (2)                                        | Harry Hopman                                             | 4–6, 6–3, 3–6, 6–3, 6–1                                  |
| 1933                          | Jack Crawford (3)                                        | Keith Gledhill                                           | 2–6, 7–5, 6–3, 6–2                                       |
| 1934                          | Fred Perry (1)                                           | Jack Crawford                                            | 6–3, 7–5, 6–1                                            |
| 1935                          | Jack Crawford (4)                                        | Fred Perry                                               | 2–6, 6–4, 6–4, 6–4                                       |
| 1936                          | Adrian Quist (1)                                         | Jack Crawford                                            | 6–2, 6–3, 4–6, 3–6, 9–7                                  |
| 1937                          | Vivian McGrath (1)                                       | John Bromwich                                            | 6–3, 1–6, 6–0, 2–6, 6–1                                  |
| 1938                          | Don Budge (1)                                            | John Bromwich                                            | 6–4, 6–2, 6–1                                            |
| 1939                          | John Bromwich (1)                                        | Adrian Quist                                             | 6–4, 6–1, 6–3                                            |
| 1940                          | Adrian Quist (2)                                         | Jack Crawford                                            | 6–3, 6–1, 6–2                                            |
| 1941-45                       | Ingen turneringer pga. anden verdenskrig                 | Ingen turneringer pga. anden verdenskrig                 | Ingen turneringer pga. anden verdenskrig                 |
| 1946                          | John Bromwich (2)                                        | Dinny Pails                                              | 5–7, 6–3, 7–5, 3–6, 6–2                                  |
| 1947                          | Dinny Pails (1)                                          | John Bromwich                                            | 4–6, 6–4, 3–6, 7–5, 8–6                                  |
| 1948                          | Adrian Quist (3)                                         | John Bromwich                                            | 6–4, 3–6, 6–3, 2–6, 6–3                                  |
| 1949                          | Frank Sedgman (1)                                        | John Bromwich                                            | 6–3, 6–2, 6–2                                            |
| 1950                          | Frank Sedgman (2)                                        | Ken McGregor                                             | 6–3, 6–4, 4–6, 6–1                                       |
| 1951                          | Dick Savitt (1)                                          | Ken McGregor                                             | 6–3, 2–6, 6–3, 6–1                                       |
| 1952                          | Ken McGregor (1)                                         | Frank Sedgman                                            | 7–5, 12–10, 2–6, 6–2                                     |
| 1953                          | Ken Rosewall (1)                                         | Mervyn Rose                                              | 6–0, 6–3, 6–4                                            |
| 1954                          | Mervyn Rose (1)                                          | Rex Hartwig                                              | 6–2, 0–6, 6–4, 6–2                                       |
| 1955                          | Ken Rosewall (2)                                         | Lew Hoad                                                 | 9–7, 6–4, 6–4                                            |
| 1956                          | Lew Hoad (1)                                             | Ken Rosewall                                             | 6–4, 3–6, 6–4, 7–5                                       |
| 1957                          | Ashley Cooper (1)                                        | Neale Fraser                                             | 6–3, 9–11, 6–4, 6–2                                      |
| 1958                          | Ashley Cooper (2)                                        | Malcolm Anderson                                         | 7–5, 6–3, 6–4                                            |
| 1959                          | Alex Olmedo (1)                                          | Neale Fraser                                             | 6–1, 6–2, 3–6, 6–3                                       |
| 1960                          | Rod Laver (1)                                            | Neale Fraser                                             | 5–7, 3–6, 6–3, 8–6, 8–6                                  |
| 1961                          | Roy Emerson (1)                                          | Rod Laver                                                | 1–6, 6–3, 7–5, 6–4                                       |
| 1962                          | Rod Laver (2)                                            | Roy Emerson                                              | 8–6, 0–6, 6–4, 6–4                                       |
| 1963                          | Roy Emerson (2)                                          | Ken Fletcher                                             | 6–3, 6–3, 6–1                                            |
| 1964                          | Roy Emerson (3)                                          | Fred Stolle                                              | 6–3, 6–4, 6–2                                            |
| 1965                          | Roy Emerson (4)                                          | Fred Stolle                                              | 7–9, 2–6, 6–4, 7–5, 6–1                                  |
| 1966                          | Roy Emerson (5)                                          | Arthur Ashe                                              | 6–4, 6–8, 6–2, 6–3                                       |
| 1967                          | Roy Emerson (6)                                          | Arthur Ashe                                              | 6–4, 6–1, 6–4                                            |
| 1968                          | William Bowrey (1)                                       | Juan Gisbert, Sr.                                        | 7–5, 2–6, 9–7, 6–4                                       |
| Australian Open               |                                                          |                                                          |                                                          |
| År                            | Mester                                                   | Finalist                                                 | Resultat                                                 |
| 1969                          | Rod Laver (3)                                            | Andrés Gimeno                                            | 6–3, 6–4, 7–5                                            |
| 1970                          | Arthur Ashe (1)                                          | Dick Crealy                                              | 6–4, 9–7, 6–2                                            |
| 1971                          | Ken Rosewall (3)                                         | Arthur Ashe                                              | 6–1, 7–5, 6–3                                            |
| 1972                          | Ken Rosewall (4)                                         | Malcolm Anderson                                         | 7–6(2), 6–3, 7–5                                         |
| 1973                          | John Newcombe (1)                                        | Onny Parun                                               | 6–3, 6–7, 7–5, 6–1                                       |
| 1974                          | Jimmy Connors (1)                                        | Phil Dent                                                | 7–6(7), 6–4, 4–6, 6–3                                    |
| 1975                          | John Newcombe (2)                                        | Jimmy Connors                                            | 7–5, 3–6, 6–4, 7–6(7)                                    |
| 1976                          | Mark Edmondson (1)                                       | John Newcombe                                            | 6–7, 6–3, 7–6, 6–1                                       |
| 1977 jan.                     | Roscoe Tanner (1)                                        | Guillermo Vilas                                          | 6–3, 6–3, 6–3                                            |
| 1977 dec.                     | Vitas Gerulaitis (1)                                     | John Lloyd                                               | 6–3, 7–6(1), 5–7, 3–6, 6–2                               |
| 1978                          | Guillermo Vilas (1)                                      | John Marks                                               | 6–4, 6–4, 3–6, 6–3                                       |
| 1979                          | Guillermo Vilas (2)                                      | John Sadri                                               | 7–6(4), 6–3, 6–2                                         |
| 1980                          | Brian Teacher (1)                                        | Kim Warwick                                              | 7–5, 7–6(4), 6–3                                         |
| 1981                          | Johan Kriek (1)                                          | Steve Denton                                             | 6–2, 7–6(1), 6–7(1), 6–4                                 |
| 1982                          | Johan Kriek (2)                                          | Steve Denton                                             | 6–3, 6–3, 6–2                                            |
| 1983                          | Mats Wilander (1)                                        | Ivan Lendl                                               | 6–1, 6–4, 6–4                                            |
| 1984                          | Mats Wilander (2)                                        | Kevin Curren                                             | 6–7(5), 6–4, 7–6(3), 6–2                                 |
| 1985                          | Stefan Edberg (1)                                        | Mats Wilander                                            | 6–4, 6–3, 6–3                                            |
| 1986                          | Ingen turnering. Termin flyttet fra december til januar. | Ingen turnering. Termin flyttet fra december til januar. | Ingen turnering. Termin flyttet fra december til januar. |
| 1987                          | Stefan Edberg (2)                                        | Pat Cash                                                 | 6–3, 6–4, 3–6, 5–7, 6–3                                  |
| 1988                          | Mats Wilander (3)                                        | Pat Cash                                                 | 6–3, 6–7(3), 3–6, 6–1, 8–6                               |
| 1989                          | Ivan Lendl (1)                                           | Miloslav Mečíř                                           | 6–2, 6–2, 6–2                                            |
| 1990                          | Ivan Lendl (2)                                           | Stefan Edberg                                            | 4–6, 7–6(3), 5–2 opg.                                    |
| 1991                          | Boris Becker (1)                                         | Ivan Lendl                                               | 1–6, 6–4, 6–4, 6–4                                       |
| 1992                          | Jim Courier (1)                                          | Stefan Edberg                                            | 6–3, 3–6, 6–4, 6–2                                       |
| 1993                          | Jim Courier (2)                                          | Stefan Edberg                                            | 6–2, 6–1, 2–6, 7–5                                       |
| 1994                          | Pete Sampras (1)                                         | Todd Martin                                              | 7–6(4), 6–4, 6–4                                         |
| 1995                          | Andre Agassi (1)                                         | Pete Sampras                                             | 4–6, 6–1, 7–6(6), 6–4                                    |
| 1996                          | Boris Becker (2)                                         | Michael Chang                                            | 6–2, 6–4, 2–6, 6–2                                       |
| 1997                          | Pete Sampras (2)                                         | Carlos Moyá                                              | 6–2, 6–3, 6–3                                            |
| 1998                          | Petr Korda (1)                                           | Marcelo Ríos                                             | 6–2, 6–2, 6–2                                            |
| 1999                          | Jevgenij Kafelnikov (1)                                  | Thomas Enqvist                                           | 4–6, 6–0, 6–3, 7–6(1)                                    |
| 2000                          | Andre Agassi (2)                                         | Jevgenij Kafelnikov                                      | 3–6, 6–3, 6–2, 6–4                                       |
| 2001                          | Andre Agassi (3)                                         | Arnaud Clément                                           | 6–4, 6–2, 6–2                                            |
| 2002                          | Thomas Johansson (1)                                     | Marat Safin                                              | 3–6, 6–4, 6–4, 7–6(4)                                    |
| 2003                          | Andre Agassi (4)                                         | Rainer Schüttler                                         | 6–2, 6–2, 6–1                                            |
| 2004                          | Roger Federer (1)                                        | Marat Safin                                              | 7–6(3), 6–4, 6–2                                         |
| 2005                          | Marat Safin (1)                                          | Lleyton Hewitt                                           | 1–6, 6–3, 6–4, 6–4                                       |
| 2006                          | Roger Federer (2)                                        | Marcos Baghdatis                                         | 5–7, 7–5, 6–0, 6–2                                       |
| 2007                          | Roger Federer (3)                                        | Fernando González                                        | 7–6(2), 6–4, 6–4                                         |
| 2008                          | Novak Djokovic (1)                                       | Jo-Wilfried Tsonga                                       | 4–6, 6–4, 6–3, 7–6(2)                                    |
| 2009                          | Rafael Nadal (1)                                         | Roger Federer                                            | 7–5, 3–6, 7–6(3), 3–6, 6–2                               |
| 2010                          | Roger Federer (4)                                        | Andy Murray                                              | 6–3, 6–4, 7–6(11)                                        |
| 2011                          | Novak Djokovic (2)                                       | Andy Murray                                              | 6–4, 6–2, 6–3                                            |
| 2012                          | Novak Djokovic (3)                                       | Rafael Nadal                                             | 5–7, 6–4, 6–2, 6–7(5), 7–5                               |
| 2013                          | Novak Djokovic (4)                                       | Andy Murray                                              | 6–7(2), 7–6(3), 6–3, 6–2                                 |
| 2014                          | Stan Wawrinka (1)                                        | Rafael Nadal                                             | 6–3, 6–2, 3–6, 6–3                                       |
| 2015                          | Novak Djokovic (5)                                       | Andy Murray                                              | 7–6(5), 6–7(4), 6–3, 6–0                                 |
| 2016                          | Novak Djokovic (6)                                       | Andy Murray                                              | 6–1, 7–5, 7–6(3)                                         |
| 2017                          | Roger Federer (5)                                        | Rafael Nadal                                             | 6–4, 3–6, 6–1, 3–6, 6–3                                  |
| 2018                          | Roger Federer (6)                                        | Marin Čilić                                              | 6–2, 6–7(5), 6–3, 3–6, 6–1                               |
| 2019                          | Novak Djokovic (7)                                       | Rafael Nadal                                             | 6–3, 6–2, 6–3                                            |
| 2020                          | Novak Djokovic (8)                                       | Dominic Thiem                                            | 6–4, 4–6, 2–6, 6–3, 6–4                                  |
| 2021                          | Novak Djokovic (9)                                       | Daniil Medvedev                                          | 7–5, 6–2, 6–2                                            |
| 2022                          | Rafael Nadal (2)                                         | Daniil Medvedev                                          | 2–6, 6–7(5), 6–4, 6–4, 7–5                               |
| 2023                          | Novak Djokovic (10)                                      | Stefanos Tsitsipas                                       | 6–3, 7–6(4), 7–6(5)                                      |
| 2024                          | Jannik Sinner (1)                                        | Daniil Medvedev                                          | 3–6, 3–6, 6–4, 6–4, 6–3                                  |
| 2025                          | Jannik Sinner (2)                                        | Alexander Zverev                                         | 6–3, 7–6(4), 6–3                                         |

## Statistik

### Mestre med mere end én sejr
| Spiller         | Amatør-æra | Åben æra | Total | Vinderår                                                   |
| --------------- | ---------- | -------- | ----- | ---------------------------------------------------------- |
| Novak Djokovic  | 0          | 10       | 10    | 2008, 2011, 2012, 2013, 2015, 2016, 2019, 2020, 2021, 2023 |
| Roy Emerson     | 6          | 0        | 6     | 1961, 1963, 1964, 1965, 1966, 1967                         |
| Roger Federer   | 0          | 6        | 6     | 2004, 2006, 2007, 2010, 2017, 2018                         |
| Jack Crawford   | 4          | 0        | 4     | 1931, 1932, 1933, 1935                                     |
| Ken Rosewall    | 2          | 2        | 4     | 1953, 1955, 1971, 1972                                     |
| Andre Agassi    | 0          | 4        | 4     | 1995, 2000, 2001, 2003                                     |
| James Anderson  | 3          | 0        | 3     | 1922, 1924, 1925                                           |
| Adrian Quist    | 3          | 0        | 3     | 1936, 1940, 1948                                           |
| Rod Laver       | 2          | 1        | 3     | 1960, 1962, 1969                                           |
| Mats Wilander   | 0          | 3        | 3     | 1983, 1984, 1988                                           |
| Tony Wilding    | 2          | 0        | 2     | 1906, 1909                                                 |
| Rodney Heath    | 2          | 0        | 2     | 1905, 1910                                                 |
| Pat O'Hara Wood | 2          | 0        | 2     | 1920, 1923                                                 |
| John Bromwich   | 2          | 0        | 2     | 1939, 1946                                                 |
| Frank Sedgman   | 2          | 0        | 2     | 1949, 1950                                                 |
| Ashley Cooper   | 2          | 0        | 2     | 1957, 1958                                                 |
| John Newcombe   | 0          | 2        | 2     | 1973, 1975                                                 |
| Guillermo Vilas | 0          | 2        | 2     | 1978, 1979                                                 |
| Johan Kriek     | 0          | 2        | 2     | 1981, 1982                                                 |
| Stefan Edberg   | 0          | 2        | 2     | 1985, 1987                                                 |
| Ivan Lendl      | 0          | 2        | 2     | 1989, 1990                                                 |
| Jim Courier     | 0          | 2        | 2     | 1992, 1993                                                 |
| Boris Becker    | 0          | 2        | 2     | 1991, 1996                                                 |
| Pete Sampras    | 0          | 2        | 2     | 1994, 1997                                                 |
| Rafael Nadal    | 0          | 2        | 2     | 2009, 2022                                                 |
| Jannik Sinner   | 0          | 2        | 2     | 2024, 2025                                                 |

### Mestre fordelt på lande
| Land                               | Amatør-æra | Åben æra | Total | Første titel | Sidste titel |
| ---------------------------------- | ---------- | -------- | ----- | ------------ | ------------ |
| Australien                         | 44         | 6        | 50    | 1905         | 1976         |
| USA                                | 4          | 15       | 19    | 1908         | 2003         |
| Serbien                            | 0          | 10       | 10    | 2008         | 2023         |
| Schweiz                            | 0          | 7        | 7     | 2004         | 2018         |
| Sverige                            | 0          | 6        | 6     | 1983         | 2002         |
| Storbritannien                     | 5          | 0        | 5     | 1912         | 1934         |
| Tjekkoslovakiet (2) · Tjekkiet (1) | 0          | 3        | 3     | 1989         | 1998         |
| New Zealand                        | 2          | 0        | 2     | 1906         | 1909         |
| Argentina                          | 0          | 2        | 2     | 1978         | 1979         |
| Tyskland                           | 0          | 2        | 2     | 1991         | 1996         |
| Rusland                            | 0          | 2        | 2     | 1999         | 2005         |
| Spanien                            | 0          | 2        | 2     | 2009         | 2022         |
| Italien                            | 0          | 2        | 2     | 2024         | 2025         |
| Frankrig                           | 1          | 0        | 1     | 1928         | 1928         |
| Sydafrika                          | 0          | 1        | 1     | 1981         | 1981         |